# Хомоложен ред
Хомоложен ред е група от органични химични съединения, които имат еднакъв качествен, но различен количествен състав, различават се помежду си с една или няколко метиленови групи, имат сходен строеж, сходни химични свойства, правилно изменящи се физични свойства и общ метод за получаване. Отделните съединения се наричат хомолози, а явлението – хомология.

## Алкани
- Общата химична формула за намиране на хомолозите на алкалните е CnH2n+2
- CH4 – метан
- C2H6 – етан
- C3H8 – пропан
- C4H10 – бутан
- C5H12 – пентан
- C6H14 – хексан
- C7H16 – хептан
- C8H18 – октан
- C9H20 – нонан
- C10H22 – декан